# Copenhagen Summer Festival
Copenhagen Summer Festival er en københavnsk festival, der siden 1969 har præsenteret klassisk kammermusik, særligt med fokus på unge talenter. 
Festivalen afholdes i den sidste uge af juli og første uge af august, med koncerter hver eftermiddag på Charlottenborgs festsal på Kongens Nytorv.